# ایوان ایگناتیف
ایوان ایگناتیف (روسی: Иван Александрович Игнатьев؛ زادهٔ ۶ ژانویهٔ ۱۹۹۹) بازیکن فوتبال اهل روسیه است که در پست مهاجم برای باشگاه فوتبال سوچی در لیگ برتر فوتبال روسیه بازی می‌کند.
از باشگاه‌هایی که در آن بازی کرده‌است می‌توان به باشگاه فوتبال کراسنودار اشاره کرد.
وی همچنین در رده‌های سنی مختلف تیم ملی فوتبال روسیه از جمله تیم زیر ۲۱ سال روسیه بازی کرده‌است.
ایگناتیف در فصل ۱۸-۲۰۱۷ آقای گل لیگ جوانان یوفا شده‌است.